# 蘭開斯特縣 (內布拉斯加州)
蘭開斯特縣（英語：Lancaster County）是美国內布拉斯加州東南部的一個郡，成立於1859年，面積2,193平方公里。根據2020年美國人口普查，共有人口32萬2,608人。縣治林肯也是該州的首府。